# Sergentomyia eremitis
Sergentomyia eremitis är en tvåvingeart som först beskrevs av Aimé Georges Parrot och Bouquet de Joliniere 1945.  Sergentomyia eremitis ingår i släktet Sergentomyia och familjen fjärilsmyggor. Inga underarter finns listade i Catalogue of Life.